# Хупер (Јута)
Хупер (енгл. Hooper) град је у америчкој савезној држави Јута.

## Демографија
По попису из 2010. године број становника је 7.218, што је 3.292 (83,9%) становника више него 2000. године.
| Група             | 2000.         | 2010.         |
| Белци             | 3.786 (96,4%) | 6.611 (91,6%) |
| Афроамериканци    | 6 (0,2%)      | 31 (0,4%)     |
| Азијати           | 20 (0,5%)     | 68 (0,9%)     |
| Хиспаноамериканци | 81 (2,1%)     | 382 (5,3%)    |
| Укупно            | 3.926         | 7.218         |